# Semjon Kožin
Semjon Leonidovič Kožin rusky Семён Леонидович Кожин (* 11. března 1979 Moskva, Sovětský svaz) je ruský malíř. V současné době žije a pracuje v Moskvě.

## Životopis
Narodil se 11. března 1979 v Moskvě. Jeho otec Leonid Arkadjevič Kožin byl inženýr, matka Irina Michajlovna Kožina (rozená Dajšutova) byla učitelkou anglického jazyka. V letech 1986–1988 hrál několikrát ve vedlejších rolích, konkrétně ve filmovém studiu Maxima Gorkého. V letech 1988–1990 studoval na střední škole a zároveň i v Krasnopresněnské umělecké škole v Moskvě. V roce 1990 nastoupil na Moskevské akademické a umělecké lyceum. Spolu se spolužáky jezdil kvůli plenérům po Rusku, navštívil Velikije Luki, Rjazaň a Solovki. Ve své diplomové práci vytvořil sérii ilustrací k „Celé ruské historii“. V roce 1997 pokračoval ve studiu malířství na Ruské akademii malby, sochařství a architektury. V roce 2001 dostal za úkol namalovat malý obraz s námětem svátku. Namaloval dvě varianty kompozice „Maslenica a Svátek vyprovázení zimy“. V roce 2002 studoval v dílně krajinomalby pod vedením Alexandra Pavloviče Afonina. V roce 2003 obhájil diplom spolu s obrazem „Klášter Ferapontov“.
Od roku 2000 se aktivně zúčastňuje výstav, kde prezentuje krajiny, zátiší, věnuje se žánrové a historické malbě. Při své tvorbě používá akvarelovou, akrylovou, olejovou techniku a techniku kvaše a tempery. V letech 2001–2002 několikrát vycestoval do Anglie, aby se tam věnoval malbě. Namaloval sérii obrazů s námětem anglické vesnice Haddenham (Buckinghamshire).
V roce 2004 ilustroval akrylovou technikou biografickou knihu pro děti o významném italském tenoristovi Lucianu Pavarottim. Tato kniha byla vydána v Jižní Koreji. Vytvořil také sérii kreseb na motivy pohádek bratří Grimmů „Na vlásku“ a „Jeníček a Mařenka“.
V letech 2005–2015 znovu cestoval po Rusku. Navštívil Tverskou a Kalužskou oblast, Zlatý kruh Ruska a Ural. V těchto letech také navštívil mnoho zahraničních zemí. Namaloval sérii obrazů o Anglii, Maltě, Irsku, Švýcarsku, Řecku, Turecku, Španělsku, Itálii a další země. Hlavní místo v jeho tvorbě znovu zaujímají krajinomalby, ve kterých převládá působivá kresba a zároveň tenká barevná škála fialových a modrých odstínů. Mezi mnohými obrazy Moskvy, Petrohradu a Kolomenskoje, žánrovými a historickými obrazy, etudami, které malíř nakreslil v letech 2000–2015, se nachází taková díla jako např.: „Granátová ulička“, „Ruský hon“, „Nový Albion, Francis Drake a jeho loď Zlatá laň“, Svátek vyprovázení zimy“, „Starý dub v Kolomenském“, „Sváteční věštění“, „Myslivkyně“, „Pohled na mrakodrap v Moskvě“ a další. Rád maluje večerní krajinu. Mezi nejznámější jeho obrazy s večerní krajinou patří, „Novoroční večer. Jelisejevský obchod“, „Chrám Vasila Blaženého“, „Tower Bridge“, „Wellingtonův oblouk“ a další. Kromě městských motivů maluje i tradiční motivy krajinomalby. Vzhledem k velké vnímavosti k proměnlivé kráse přírody maluje různé odstíny její nálady, jako například v obrazech „Babiččina zahrada“, „Prosinec“ a „Bodrum“.
V roce 2003 navštívil výstavu „Poezie pravdy“ v Ashmoleanově muzeu v Oxfordu, na které byly představeny akvarely. Po návratu z Velké Británie, zkusil také tuto techniku a namaloval sérii akvarelů. Poté sám nakreslil technikou akvarelu obrazy „Malta“, „Pohoří Connemara“, „Opatství Notley“ a další. Při práci použil techniku suchého i mokrého štětce. V letech 2000–2006 se věnoval malbě zátiší. Snažil se používat techniku vlámských malířů tím, že zátiší maloval na dřevěné desky. V tomto období vznikly obrazy „Zátiší s humrem“, „Zátiší s lasturami“, „Zátiší s květinami a Imitace Vlámského malířství“. Stejně jako se v těchto letech věnoval zátiší, tak se věnoval i historické malbě. Vytvořil sérii skic a obrazů věnovaných vlastenecké válce roku 1812. Mezi obrazy v této sérii patří „Poslední rozloučení s A. A. Tučkovem“, „Rubikon“, „Přechod oddílu Denise Davydova přes řeku“ a „Útěk Napoleona před kozáky“. V letech 2002–2005 byly tyto obrazy k vidění na výstavě sdružení Primavera v Centrálním domě umělců. Tyto práce autora proslavily.
Je experimentátor, co se týče malířské techniky. V letech 2006–2015 byly jeho práce představeny na výstavách a aukcích ruského malířství v Spojených státech amerických, Švýcarsku, Velké Británii a Irsku. Jeho díla se nachází v muzeích i osobních sbírkách v Rusku, Anglii, Švýcarsku, USA, Číně atd.

## Výstavy
- 2001 – Tvůrčí cesta do Anglie. Výstava v Haddenhamu, Buckinghamshiru.
- 2002 – Kolektivní výstava tvůrčího spolku Primavera v Centrálním domě umělců.
- 2003 – Výstava „Fresh art“ v Londýně. Účast na výstavě „Všichni jsme tak trochu koně“, která byla organizovaná galerií Na Staromenetnom (На Старомонетном) v Moskvě.
- 2004 – Výstava „Zima, zima, všude kolem zima“ v galerii Na Staromenetnom. Vystavoval zde sérii obrazů, zachycujících Moskvu. Obrazy byly určeny do interiérů banky. Výstava „Energie květin“ v galerii Collyer-Bristow v Londýně.
- 2005 – Kolektivní výstava uměleckého spolku „Primavera“ v Centrálním domě umělců. Výstava „Současné ruské malířství“ v galerii Collyer-Bristow v Londýně. Výstava „Ruské tradice“ v Ruském restaurátorském centru. Výstava „Období roku“ v galerii Na Staromonetnom. Výstava „Ruské tradice“ ve Washingtonu v USA. Výstava „Nové ruské malířství“ v galerii Oriel v Dublinu v Irsku.
- 2006 – Výstava „Současné ruské malířství“ v Carlton Hotelu ve městě St. Moritz ve Švýcarsku. Výstava „Londýn-Paříž-New York“ v galerii Collyer-Bristow v Londýně.
- 2007 – Výstava „20 let Akademie“ v Centrálním výstavním sálu Manež. Výstava byla věnována 20. výročí Ruské akademie malby, sochařství a architektury. Výstava „Cyklus života“ organizovaná Bash Creation Art v kryptě kostela St. Pancras Parish v Londýně. Oficiální výstava „Sport 2007“ v galerii Art Olimp v paviloně „Kultura“ Ruského výstavního centra. Výstava „Oslavy hlavního města“ v moskevském komplexu Gostinyj dvor. Výstava „Master 2007“ v Ruském výstavním centru. Výstava „Ruský zázrak“ v Ruském výstavním centru.
- 2008 – Výstava „Poezie pravdy“ v galerii Les Oreades v Centrálním domě umělců. Výstava ve firmě RAO „Jednotné energetické sítě Ruska“ za podpory Ruského fondu kultury. Výstava „Evropa na jaře“ v galerii Oriel ve městě Dublin v Irsku. Účast na aukci č. 11 „Ruská žánrová malba 20. století“. Organizátorem byla Ruská galerie umění v Moskvě. Vernisáž na Puškinském nábřeží, která byla organizovaná za podpory Sportovní marketingové společnosti JSA v rámci Moskevské mezinárodní regaty. Aukce č. 72 „Současní realističtí malíři“ v galerii Sovkom (11. září 2008). Výstava mladých malířů krajinomaleb v galerii N-prospect v Petrohradu.
- 2009 – Výstava „Současné ruské malířství“ v galerii Oriel v Dublinu v Irsku. Výstava „Tradice současnosti“ v rámci projektu „Hra v tvorbě“ v galerii Šaljapin v Moskvě. Mezinárodní výstava severovýchodního asijského malířství, fotografií, sochařství a kaligrafie (výstava se konala v Číně ve městě Čchang-čchun od 31. srpna do 15. září 2009 za podpory Altajského svazu sběratelů). Vlastní výstava „Hra v tvorbě“ v budově nakladatelství Izvestija v Moskvě. Účast na 6. mezinárodní výstavě současného umění „RUSSIAN ART WEEK/Týden ruského umění“, která proběhla ve dvou městech – v Moskvě a Petrohradě. Výstava mladých realistických malířů „Přitažlivost realismu“ v galerii Izmajlovo v Moskvě.
- 2008–2009 – Účast na řadě výstav galerii Jelena v Moskvě.
- 2010 – Účast v dobročinné aukci na podporu obětem teroristického útoku v moskevském metru 29. května na stránkách Investice do umění.
- 2012 – Vlastní výstava „Viditelné obrazy“ ve výstavním sálu Ruského aukčního domu v komplexu Gostinyj dvor v Moskvě.
- 2015 – Výstava „Krymské příběhy“ za účasti uměleckého sdružení Noví peredvižnici v Centrálním domě architektů. Osobní výstava v Kolomenskoje, v moskevském státním muzeu v přírodě.

## Jeho práce se nacházejí ve sbírce muzeí
- Muzejní fond Moskevského akademického výtvarného lycea, Moskva
- Muzeum ruské akademie malby, sochařství a architektury, Moskva
- Kalužské oblastní umělecké muzeum, Kaluga
- Kozelské oblastní muzeum, Kozelsk
- Muzeum současné historie Ruska, Moskva
- Moskevské státní sdružení muzeí v přírodě Kolomenskoje – Izmajlovo – Lefortovo – Ljublino, Moskva
- Malojaroslavecké vojensko-historické muzeum roku 1812, Malojaroslavec
- Muzeum Moskvy, Moskva
- Dům Muravjovych-Apostolových, Moskva
- Surgutské umělecké muzeum, Surgut
- Savická obrazová galerie, Penza

## Citáty
Rozjímavá nálada, dar lyričnosti, mistrnost při používání různých způsobů kresby, vytříbený cit barvy, to vše vyčleňuje tohoto umělce z řady malířů a dělá jeho díla živými a viditelnými v nejednoznačném rozporuplném kontextu současného umění.
Tair Salachov
Má překrásné rozložení barev. Zajímavě přemýšlí o kompozici, což se odráží i na viditelnosti samotných barev. Z plátna je potřeba cítit, že tvoří plastický, malířský, kompoziční obraz. A jemu se to daří.
Pogodin Vladimir

## Filmografie
- 2011 – „Tvůrce, a ne řemeslník“ («Творец — не ремесленник») – dokumentární film o díle Semjona Kožina (režisér Vladislav Artamonov)
- 2015 – Lidé, kteří udělali zemi kulatou («Люди, сделавшие землю круглой») (malíř)

## Galerie

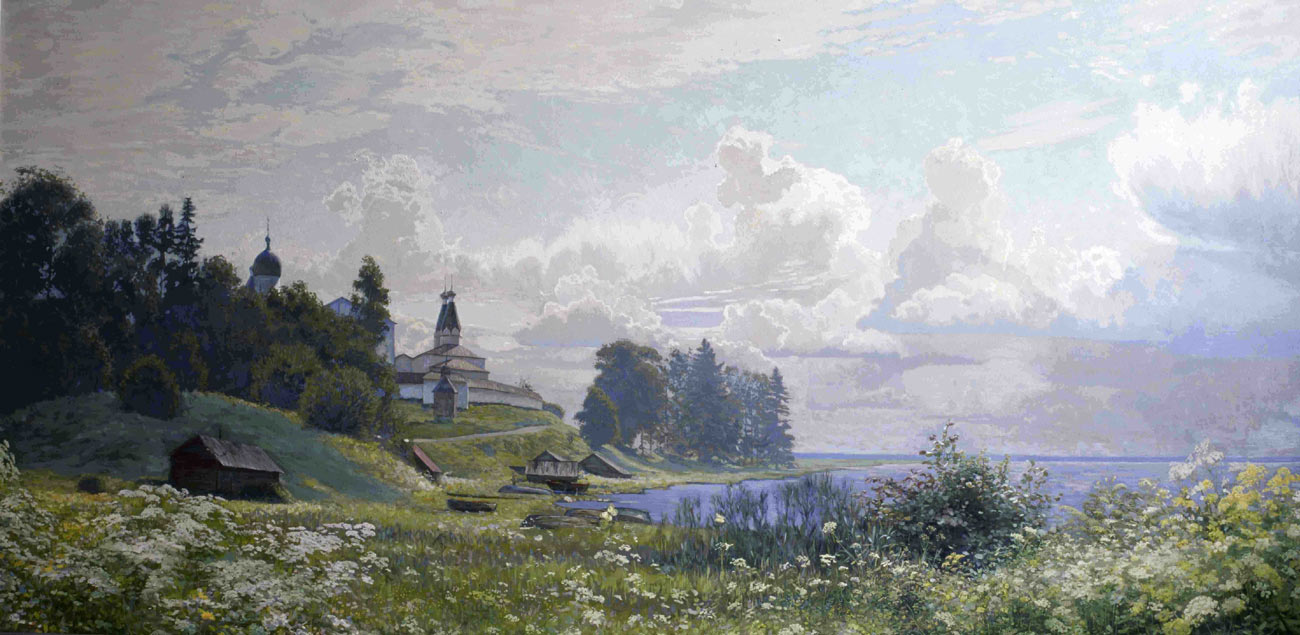
Klášter Ferapontov, 2003 (Muzeum ruské akademie malby, sochařství a architektury, Moskva)
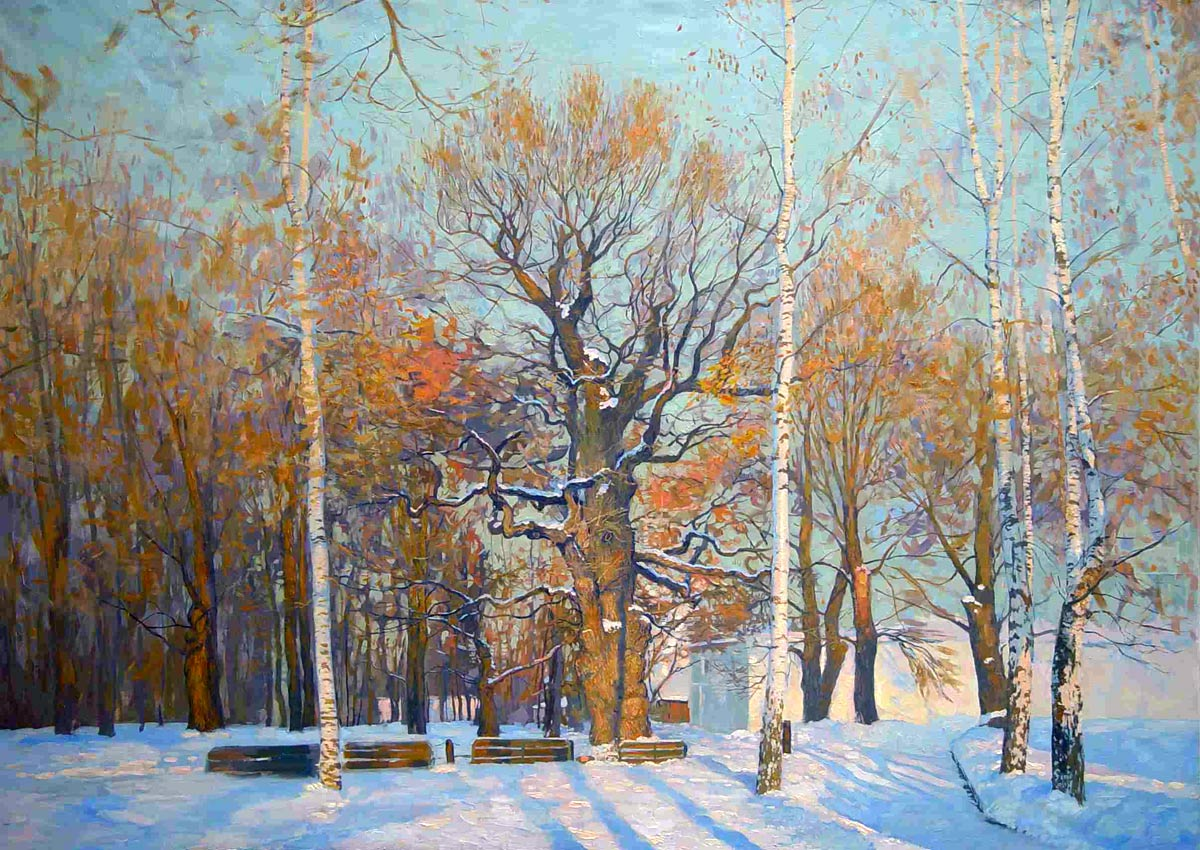
Starý dub v Kolomenském, 2001 (Privátní kolekce, Moskva)
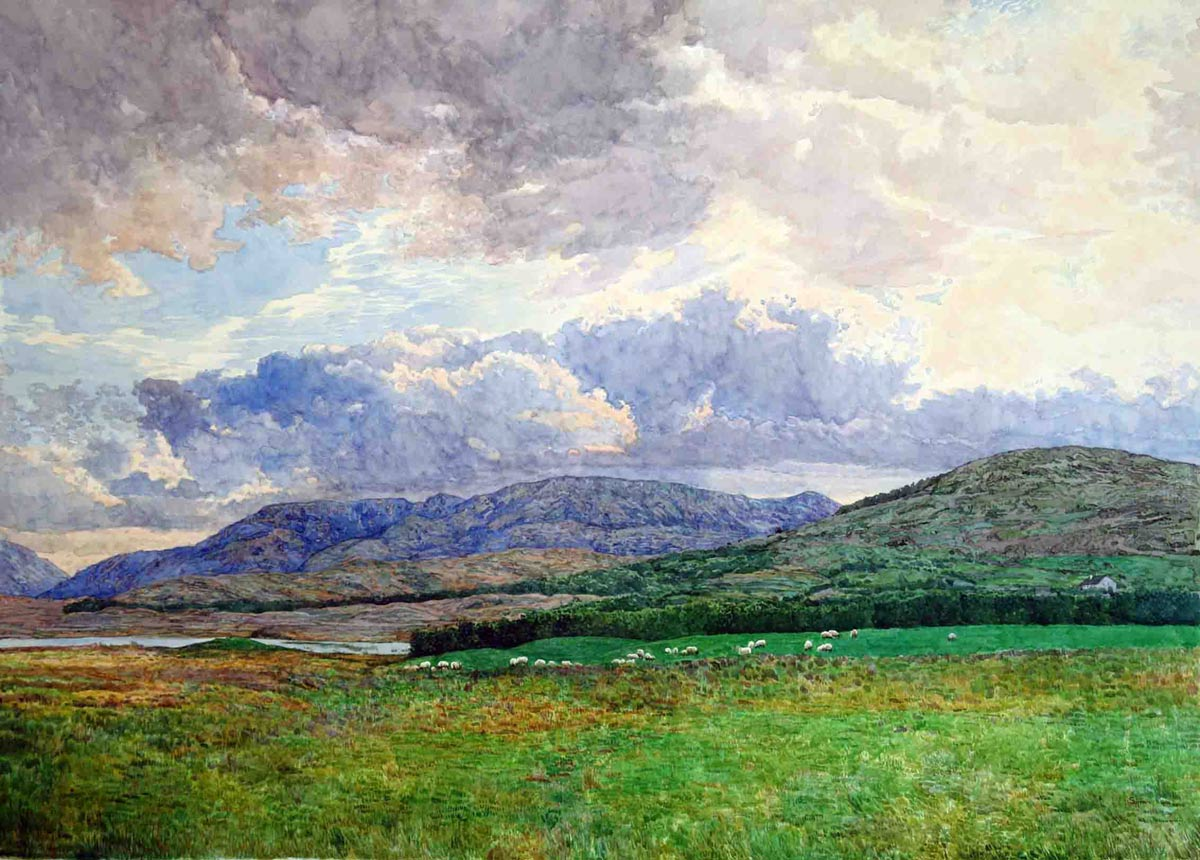
Pohoří Connemara, 2006 (Privátní kolekce, Moskva)
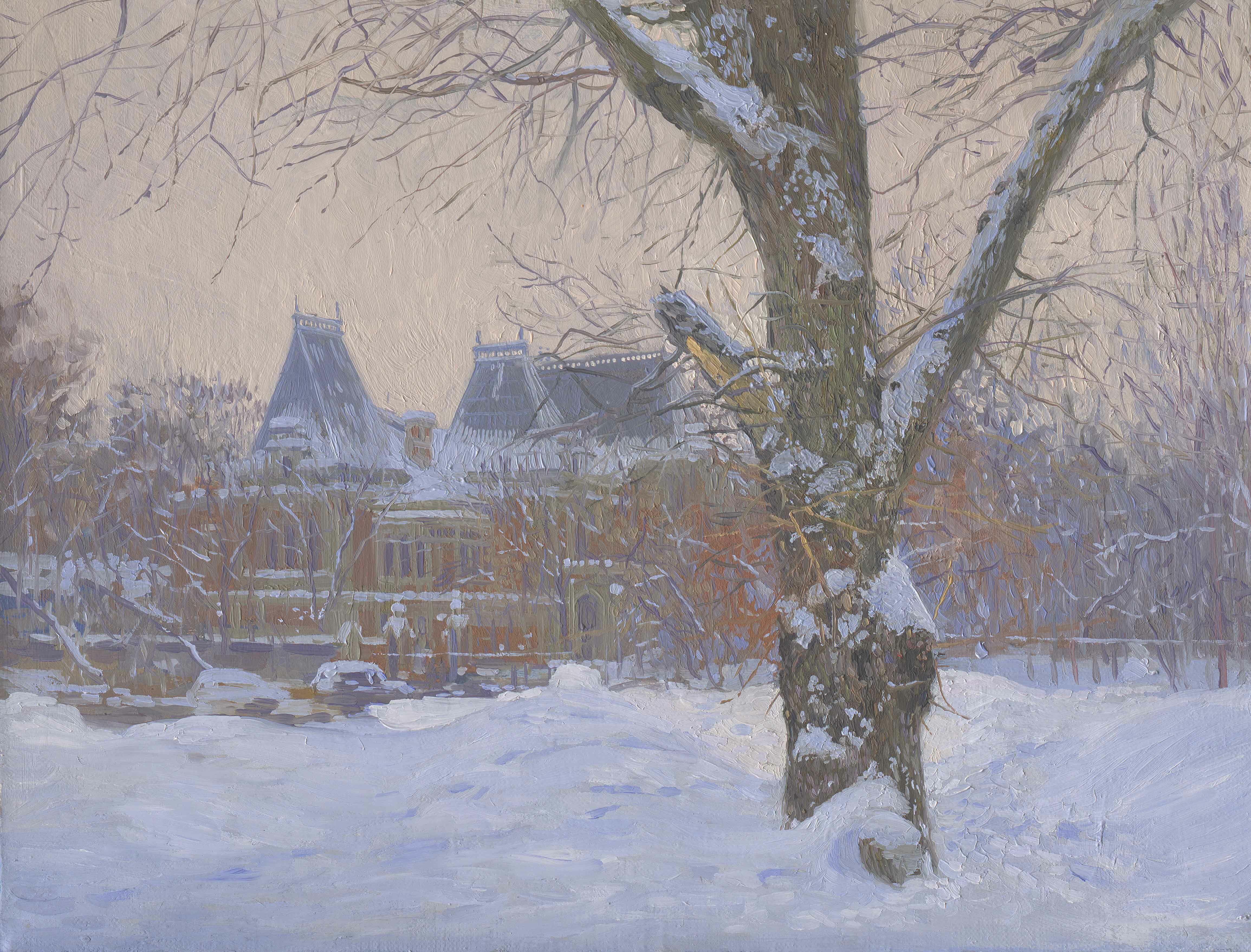
Granátová ulička, 2006 (Privátní kolekce, Irsku)
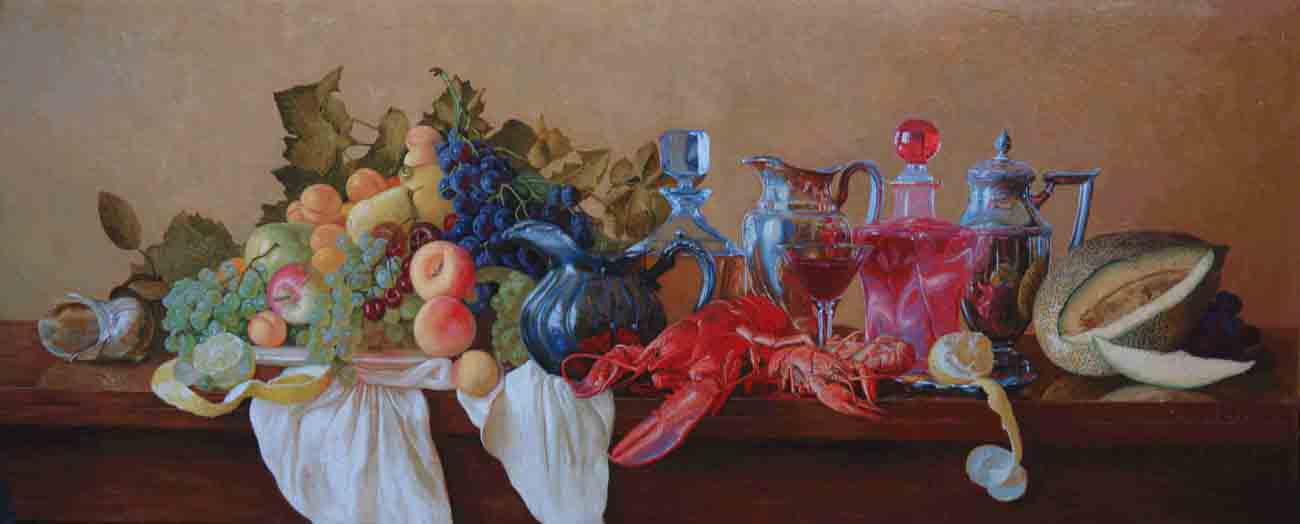
Zátiší s humrem, 2006 (Privátní kolekce, Moskva)
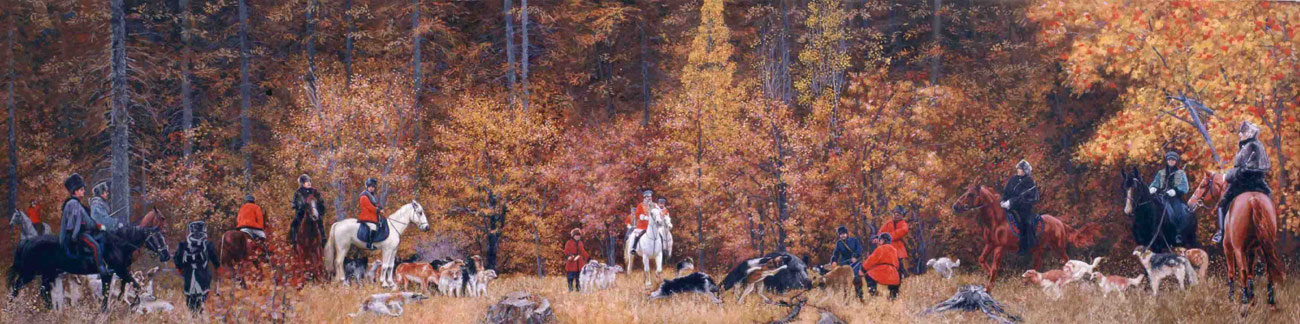
Ruský hon, 2007 (Privátní kolekce, Moskva)
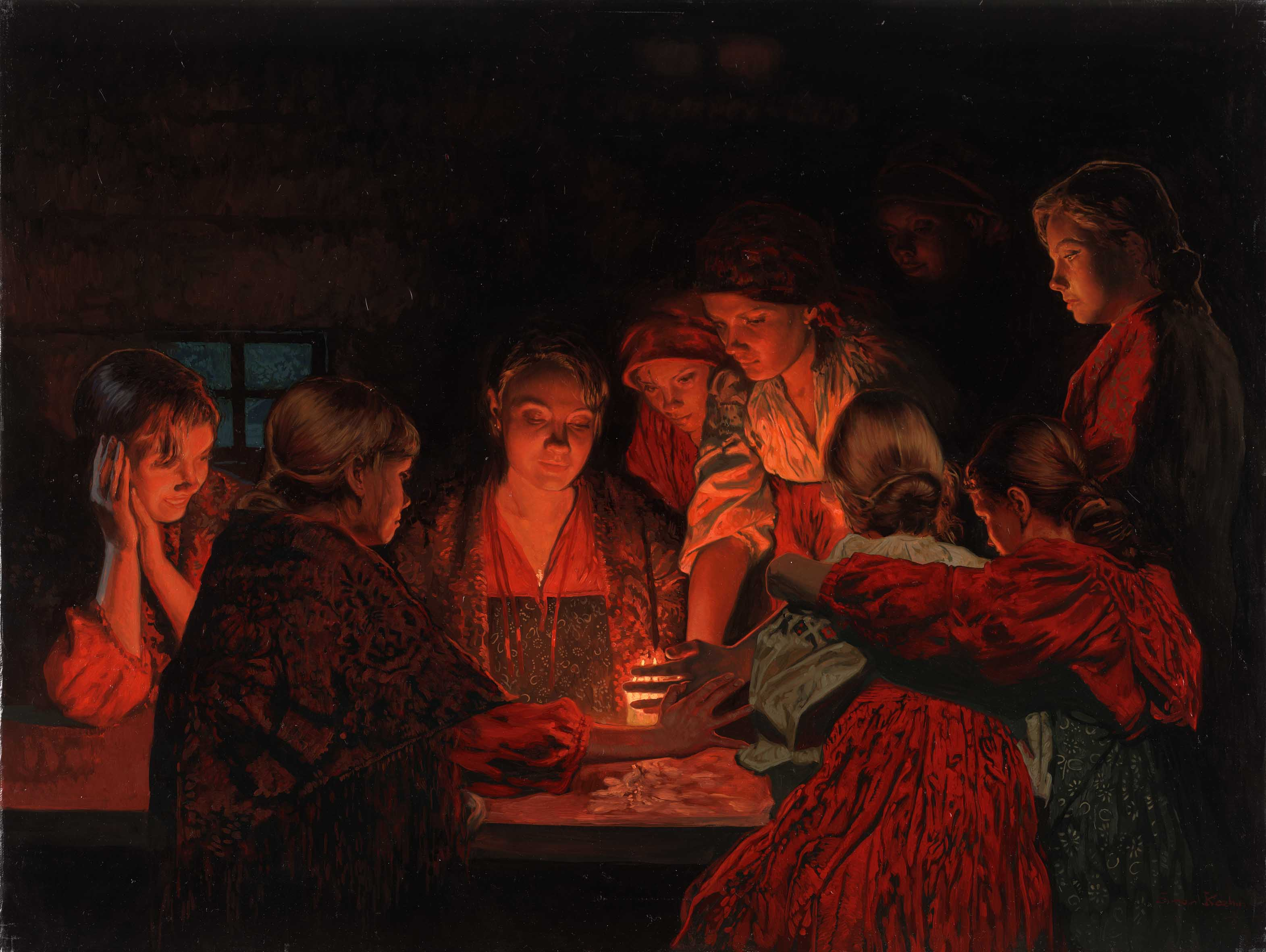
Sváteční věštění, 2008 (Privátní kolekce, Čína)
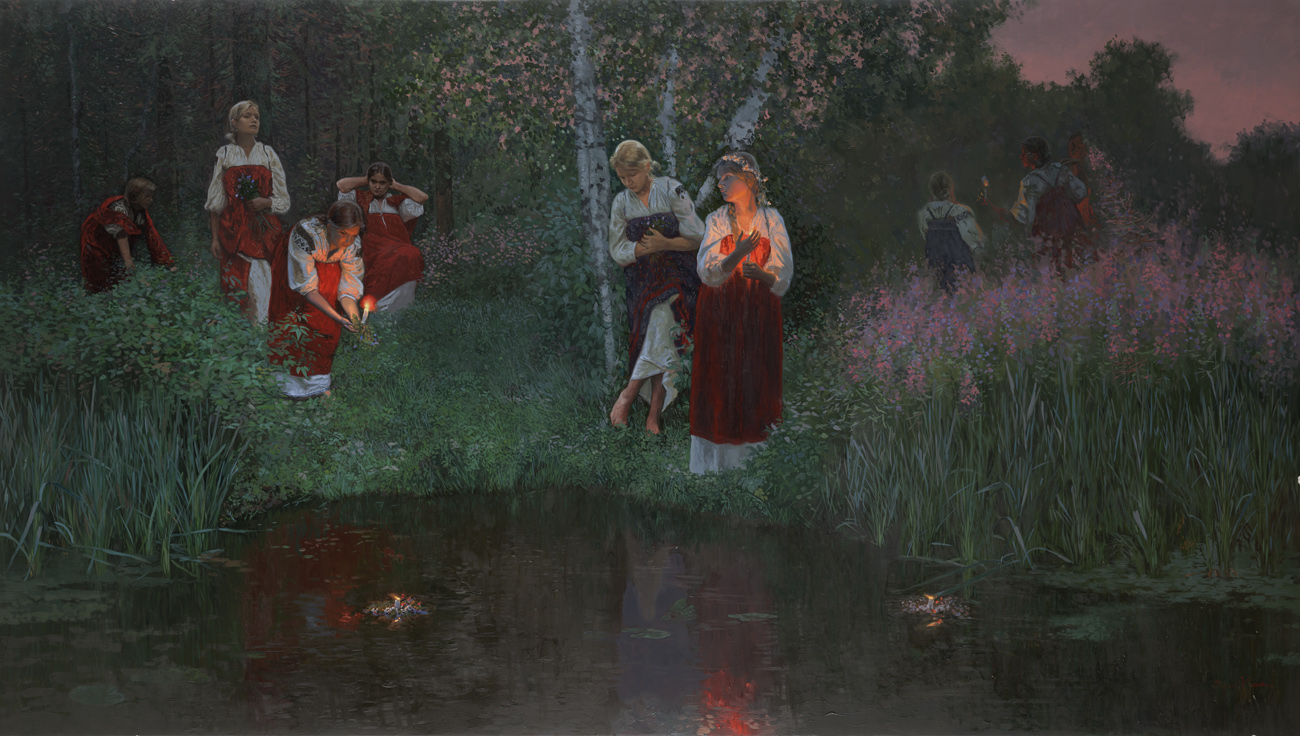
Ivan Kupala. Věštění z věnců 2009 (Privátní kolekce, Moskva)
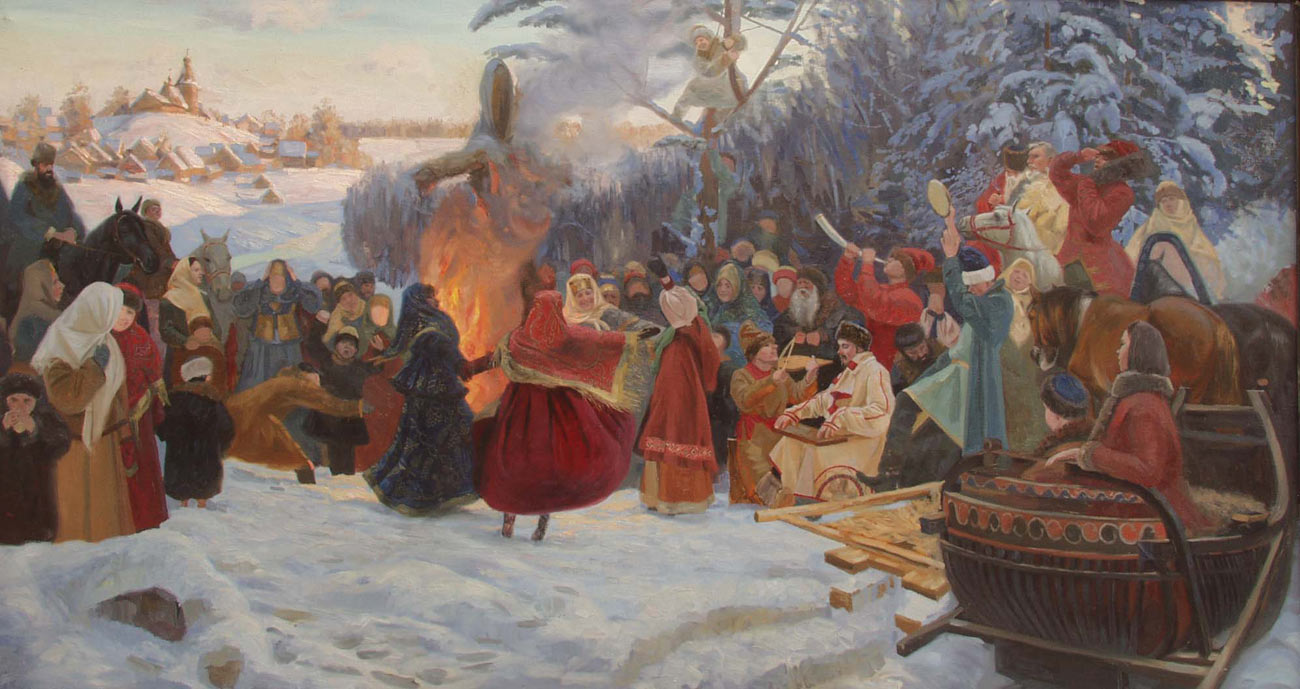
Maslenica. Svátek vyprovázení zimy, 2003
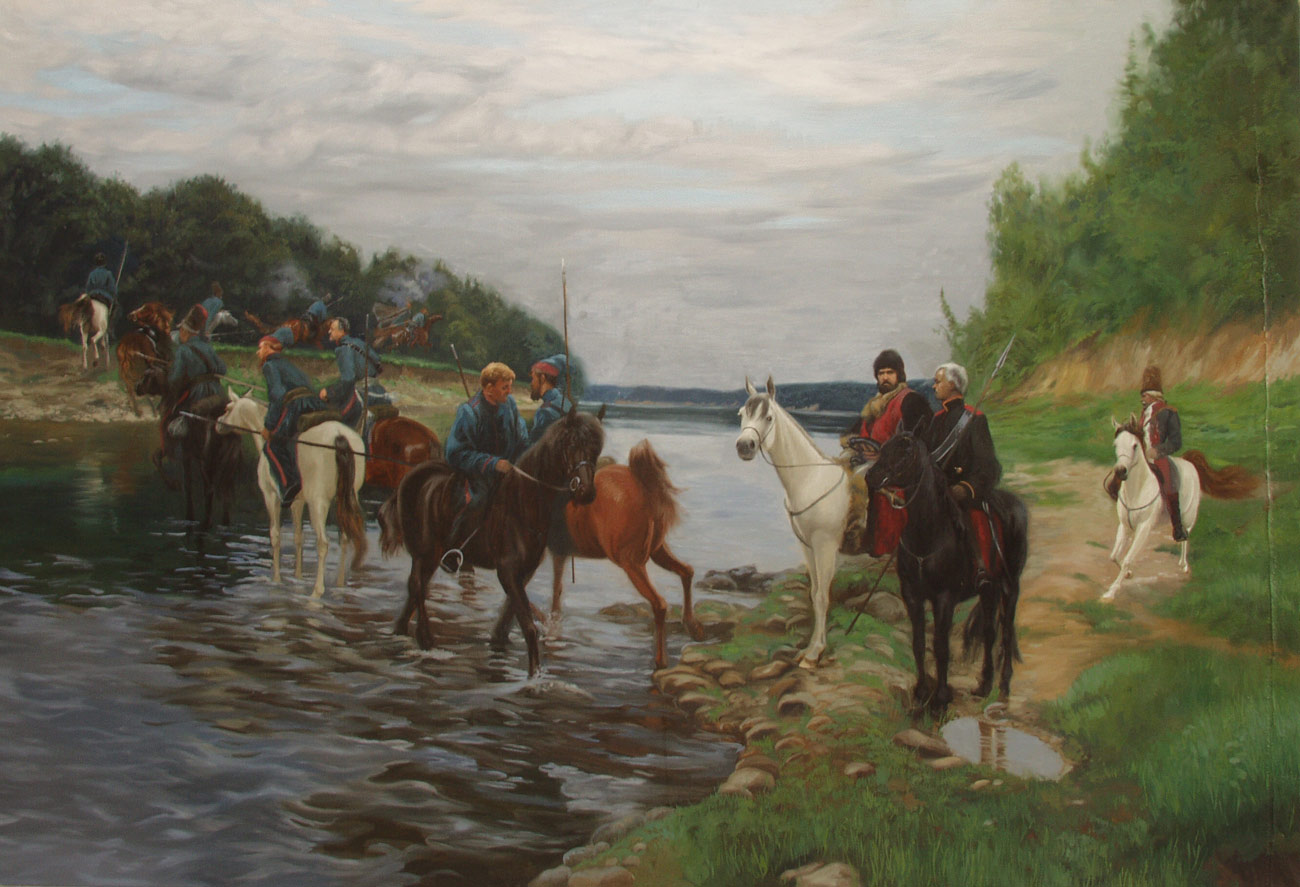
Rubikon. Přechod oddílu Denise Davydova přes řeku. Rok 1812, 2001
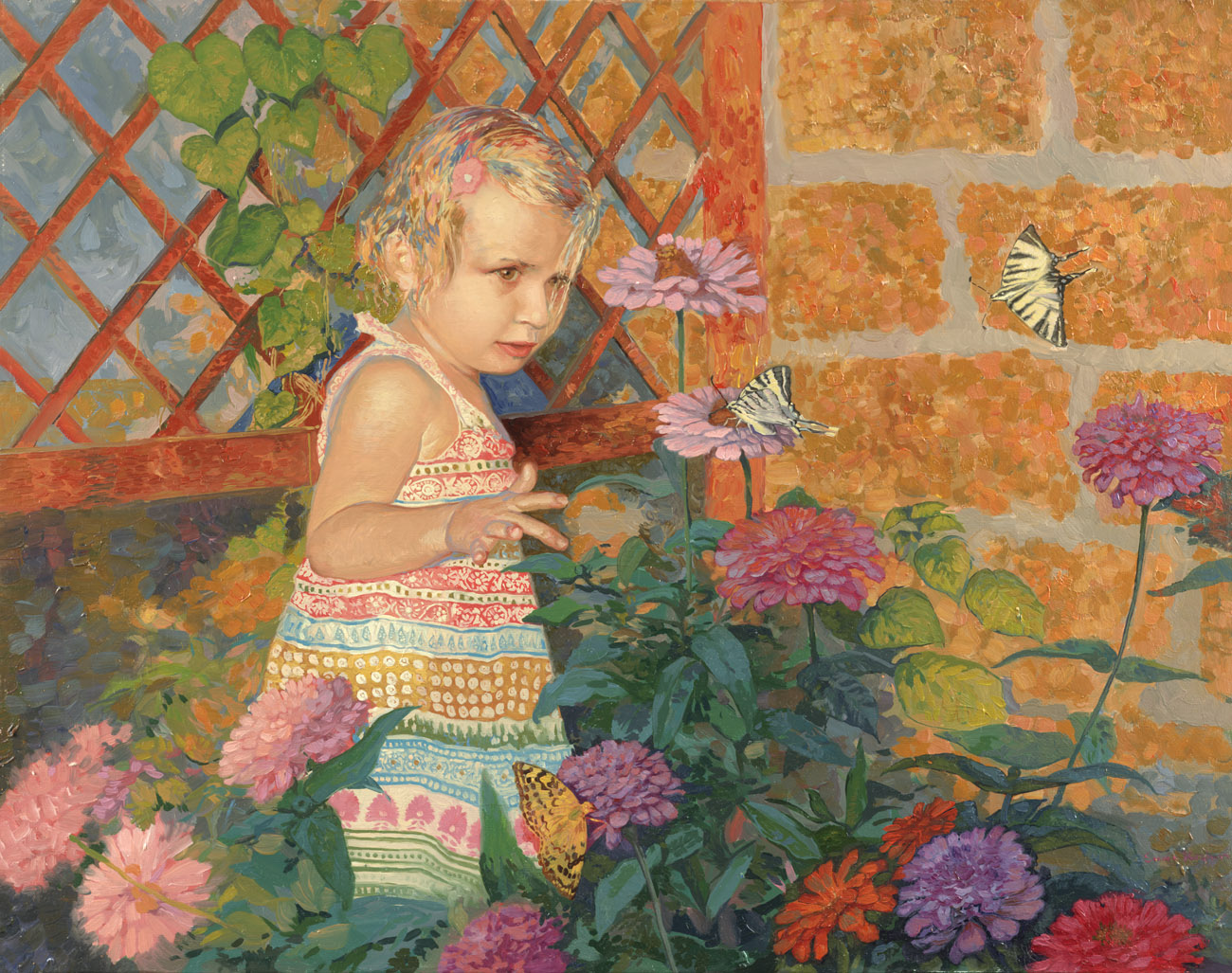
Malý lovec, 2007